# Hipódromo de Tucumán
El hipódromo de Tucumán es el principal centro hípico del norte argentino.
Ubicado a menos de un kilómetro y medio de Plaza Independencia, su antiguo y característico arco de entrada, donde nace la avenida Irineo Leguisamo, se enfrenta al lago de San Miguel. 
Fundado el 2 de agosto de 1942, el Hipódromo pertenece a la provincia y está administrado actualmente por la Caja Popular de Ahorros.

## Comodidades
Las instalaciones del hipódromo remodeladas hace muy pocos años, cuenta con tres tribunas y otras tantas confiterías, acondicionadas para albergar a unos 12.000 asistentes; un sistema de venta de apuestas computarizado, circuito cerrado de televisión, además iluminación de toda la elipse de la cancha principal, cuya extensión es de 1870 metros, donde se realizan carreras nocturnas. El ancho de la pista permite la competencia de 15 caballos y se realizan normalmente dos reuniones mensuales con un promedio de nueve carreras, entre clásicos, carreras comunes superiores a los 1.000 metros y carreras cuadreras con caballos del interior de la provincia, Santiago del Estero, Salta y Catamarca.

## Aspecto social
Viven del Turf aproximadamente 500 familias instaladas dentro de la villa hípica o sector de caballerizas y zonas aledañas, el Barrio Lola Mora y Barrio Sarmiento de Tucumán, cumplen una función fundamental en la organización y ejecución del espectáculo, unos 100 empleados mensualizados y jornalizados; otros 60 entrenadores de caballos y 30 jockeys y jockeys aprendices; más de 100 capataces, peones, vareadores, domadores, herreros, talabarteros, proveedores de forrajes, transportistas y veterinarios vinculados directa e indirectamente con esta actividad.

## Plantel equino
Están alojados permanente y entrenan en ambas pistas del Hipódromo, aproximadamente 300 caballos entre puros SPC (Sangre Pura de Carreras, Cuadreros, de Equitación y caballos auxiliares, para doma o training liviano). El Hipódromo cuenta en total con 30 cuerpos de caballerizas, con vivienda para los cuidadores, cuartos de ración, montureros, duchas y otras comodidades para el desarrollo del entrenamiento de los caballos.

## Agencia de Carreras
En las instalaciones del hipódromo también funciona la principal Agencia de Carreras Foráneas, donde se reciben todos los días del año, por televisión satelital, las carreras en directo de los hipódromos de Palermo, San Isidro y La Plata, con apuestas directas y acceso a los pozos de los hipódromos de origen

## Gran premio Batalla de Tucumán
Entre las tradicionales convocatorias deportivas que tiene la provincia, ocupa un lugar de gran importancia la disputa del Gran Premio Batalla de Tucumán, una carrera Interprovincial que atrae a más de 20.000 espectadores todos los 24 de septiembre, desde hace más de cuarenta años. 
Como centro turfistico de alta competencia, Tucumán se convierte cada año para esta fecha, en el anfitrión de una fiesta nacional que ha ganado enorme prestigio, justamente al reunir en sus pistas a los mejores caballos de pura sangre que actúan en el interior del país y calificados fondistas de perfil clásico, que corren en los máximos Hipódromos del país, Palermo San Isidro y La Plata. 
Figuras de gran relieve en el Turf Argentino como Irineo Leguisamo, el tucumano Luis López, el rosarino Angel Baratucci, Jorge Valdivieso, el uruguayo Vilmar Sanguinetti, la mejor jocketya de todos los tiempos: Marina Lezcano, el uruguayo Pablo Falero, el peruano Jacinto Herrera, Aníbal Etchart, los grandes cuidadores Juan Carlos Maldotti, Aníbal Giovanetti y muchos otros, fueron protagonistas de tardes memorables de Turf en el Hipódromo de Parque 9 de Julio, atraídos por ese magnetismo tan especial que tiene esta carrera, actualmente la de mayor trascendencia y la de mejor premio que se disputa en el interior del país con una bolsa de $ 80.000 para los cuatro caballos mejor clasificados.